# Бертхолд I фон Катценелнбоген
Бертхолд I фон Катценелнбоген (на немски: Berthold I von Katzenelnbogen; * ок. 1126; † сл. 1170/1179) е граф на Катценелнбоген, граф в Крайхгау.

## Произход
Той е син на граф Хайнрих II фон Катценелнбоген († сл. 1160/1245) и съпругата му Хилдегард фон Хенеберг, дъщеря на граф Годеболд II фон Хенеберг, бургграф на Вюрцбург († 1144). Брат е на Херман († 1203), епископ на Мюнстер (1174 – 1203), Хайнрих III († ок. 1179), Дитер († 1191) и Кунигунда фон Катценелнбоген († 1198), омъжена за граф Хайнрих II фон Диц († 1189).

## Фамилия
Бертхолд I се жени за Аделхайд фон Лауфен (* ок. 1135), дъщеря на граф Конрад фон Лауфен († 1127) и Гизелхилд фон Арнщайн. Те имат децата:
- Бертхолд II († сл. 1211), граф на Катценелнбоген, женен I. пр. 1207 г. за Аликс де Момпелгард († сл. 1244), II. сл. 1207 за Берта фон Лихтенберг († сл. 1207)
- Дитер III (* ок. 1160; † сл. 1214), граф на Катценелнбоген и Хоенщайн, женен за Берта фон Лихтенберг (* ок. 1165)
- Хайнрих